# Dechang

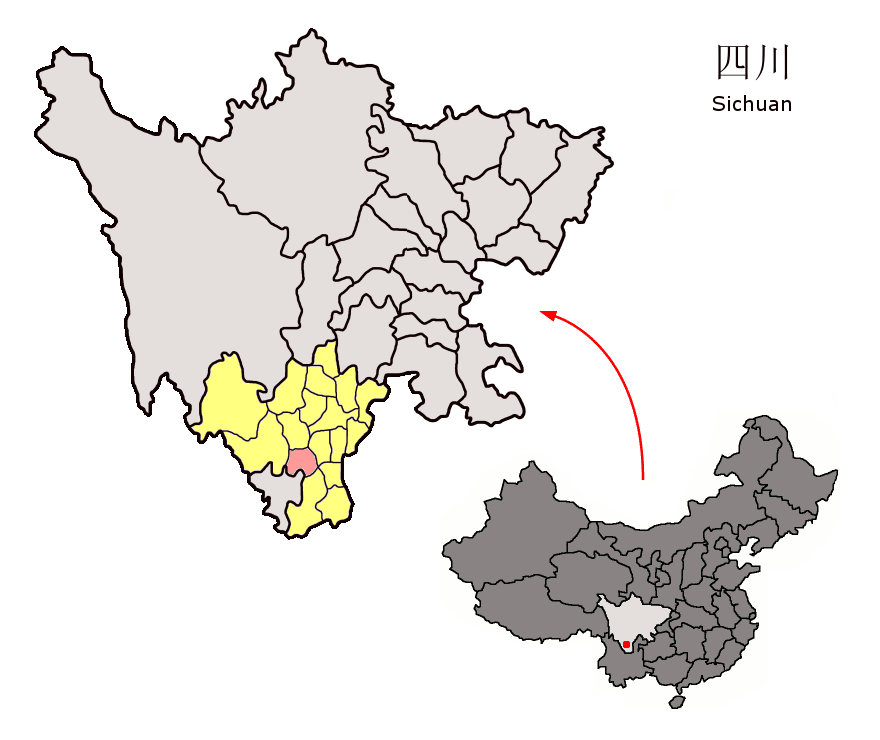
Lage des Kreises Dechang (rosa) im Autonomen Bezirk Liangshan (gelb).

Der Kreis Dechang (chinesisch 德昌县, Pinyin Déchāng Xiàn) im Autonomen Bezirk Liangshan der Yi liegt im Südwesten der chinesischen Provinz Sichuan, Volksrepublik China. Sein Hauptort ist die Großgemeinde Dezhou (德州镇). Der Kreis hat eine Fläche von 2.163 km² und zählt 216.533 Einwohner (Stand: Zensus 2020).

## Administrative Gliederung
Auf Gemeindeebene setzt sich der Kreis aus drei Großgemeinden und zwanzig Gemeinden (davon zwei Nationalitätengemeinden) zusammen. 